# Стоянов, Стоян Илиев
Стоян Илиев Стоянов (болг. Стоян Илиев Стоянов; 12 марта 1913, Галата — 13 марта 1997, Карлово) — болгарский лётчик-истребитель, ас Второй мировой войны, первоначально принимавший участие в войне на стороне нацистской Германии. Летал на самолёте Messerschmitt 109E-7, одержал 5 воздушных побед, что является рекордом для пилотов Болгарии.

## Биография
Родился 12 марта 1913 года в селе Галата (ныне в составе города Варна) в семье из пяти детей. Его отец, служивший в 8-м Приморском полку, погиб в Балканской войне в районе города Адрианополя (ныне город Эдирне). Оставшись без отца, Стоян был принят в школу для военных сирот в Варне; одновременно он подрабатывал продажей газет на улицах города. Образование продолжил в национальной семинарии в Софии, куда поступил в 1930 году.
В 1934 году сдал экзамены в Высшей армейской школе для офицеров в Софии, став офицером кавалерии. Продолжил обучение в Военной авиационной академии в Софии, которую окончил в 1938 году, получив звание подпоручика. Затем Стоянов был послан для обучения в Германию. В авиационной школе Вернойхене (недалеко от Берлина) с шестью своими болгарскими коллегами прошёл три курса — истребителей, инструкторов и командиров истребительных частей; их подготовка велась по тем же самым правилам, что и лётчиков-истребителей Люфтваффе. Стоянов летал на самолётах Bücker Bü 181, Arado, Focke-Wulf, Heinkel He 51, Messerschmitt Bf.109 и других. В 1939 году он вернулся в Болгарию и стал инструктором в школе лётчиков-истребителей на аэродроме города Карлово. Здесь познакомился с 18-летней девушкой по имени Мина, на которой женился в августе 1940 года.

### Вторая мировая война

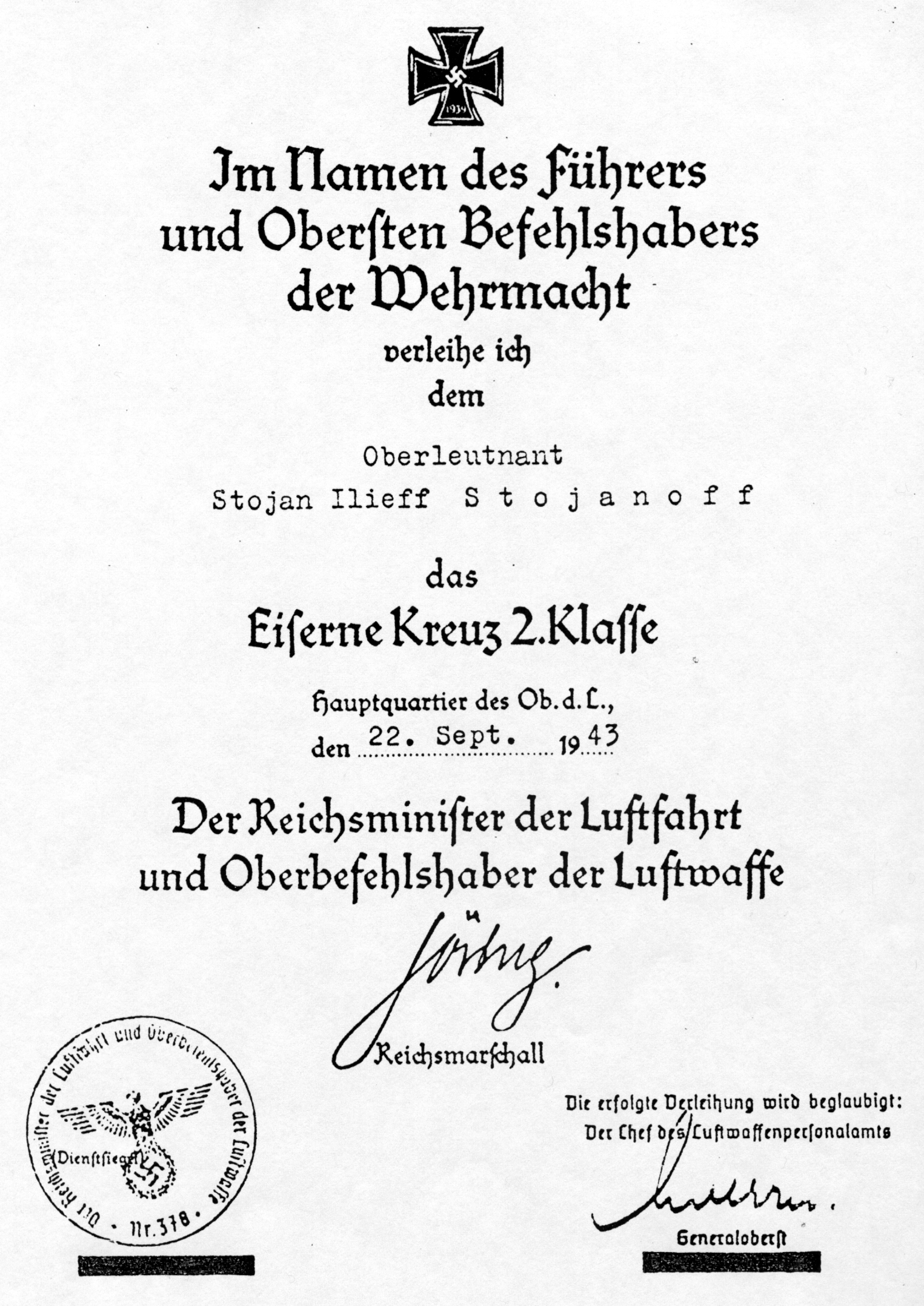
Документ о награждении Железным крестом

В 1941 году Стоян Стоянов служил в эскадрилье, базировавшейся на аэродроме Асен, расположенном недалеко от города Казанлык, а затем был переведён на аэродром Сарафово (северо-восточнее Бургаса). В начале 1942 года был переведён в Варну. В первой половине 1943 года поручик Стоянов в качестве командира эскадрильи Bf-109 служил на аэродроме города Балчик. Летом этого же года был назначен командиром 3-й авиагруппы 6-го истребительного полка, базировавшегося на аэродроме Карлово.
В середине 1943 года он был назначен командиром 682-й эскадрильи 6-го истребительного полка и начал боевые действия. Принимал участие в операции «Приливная волна», где одержал 1 августа 1943 года свою первую воздушную победу, сбив американский бомбардировщик B-24D (42-40364 «Prince Charming»), возвращавшийся после налёта на Плоешти.
10 сентября 1944 года Болгария перешла на сторону Антигитлеровской коалиции и объявила войну нацистской Германии. 14 сентября Стоянову было присвоено звание капитана Болгарской армии и несколько позже, за успешные действия против немецких войск в Македонии и Косово, он был представлен к званию майора.

### После войны
Весной 1945 года Стоянов стал начальником истребительной авиашколы, располагавшейся на аэродроме в 10 км северо-западнее Плевена. Когда болгарская авиация получила партию советских истребителей Як-9М, Стоян Стоянов помогал молодым лётчикам в их освоении. В 1945—1946 годах командовал 3-й авиагруппой 6-го истребительного полка, базировавшейся на аэродроме города Сливен. В 1947 году он получил звание подполковника, был начальником истребительной авиации, в 1949 году — начальником боевой подготовки ВВС Болгарии. В 1951 году стал полковником, заместителем командующего ПВО страны.
Из-за прошлого Стоянова болгарские коммунистические власти недостаточно ему доверяли, и после венгерского восстания он был уволен из авиации. Стоянов вышел на обычную пенсию, работал в музее, а затем гидом в Рильском монастыре, в то время как его семья жила в Софии. После либерализации коммунистического режима в Болгарии вновь вспомнили, что Стоянов — первый ас ВВС. В 1992 году ему было присвоено звание генерал-майора (в отставке) и назначена соответствующая пенсия. В 1996 году Стоянов вместе с женой Миной переехал на её родину в город Карлово, где жил до своей смерти 13 марта 1997 года (на следующий день после дня своего рождения).
Выдающийся болгарский военный лётчик был похоронен на кладбище Карлово, над которым во время траурной церемонии в парадном строю прошла эскадрилья истребителей, отдавая ему последние почести.

## Награды
- Стоян Стоянов — полный кавалер болгарского ордена «За храбрость».
- Также был награждён немецким Железным крестом 2-го класса.

## Память
- В 2008 году почта Болгарии выпустила сцепку из двух марок, посвящённую Димитру Списаревскому и Стояну Стоянову.
- В 1998 году перед домом, где родился Стоянов, ему был установлен памятный знак.